# Mary Gilmore
Mary Gilmore , född Cameron den 16 augusti 1865 i Cotta Walla nära Crookwell, New South Wales, död 3 december 1962 i Sydney, New South Wales, var en australisk författare, poet och journalist.
En krater på Venus har fått sitt namn efter henne.